# Bassina
Bassina је род слановодних морских шкољки из породице Veneridae.

## Врстре
Према WoRMS
- Bassina disjecta (Perry, 1811)
- Bassina jacksonii (E. A. Smith, 1885)
- Bassina katherinae Marwick, 1948 †
- Bassina lawsi C. A. Fleming, 1971 †
- Bassina pachyphylla (Jonas, 1839)
- Bassina parva Marwick, 1927 †
- Bassina southlandica C. A. Fleming, 1962 †
- Bassina speighti (Suter, 1913) †
- Bassina yatei (Gray, 1835)

- Подрод Bassina (Bassina) Jukes-Browne, 1914 представљени као Bassina Jukes-Browne, 1914 (алтернативно представљање)
- Подрод Bassina (Callanaitis) Iredale, 1917 представљени као Bassina Jukes-Browne, 1914 (алтернативно представљање)
  - Bassina (Callanaitis) disjecta (Perry, 1811) представљени као Bassina disjecta (Perry, 1811) (алтернативно представљање)
  - Bassina (Callanaitis) katherinae Marwick, 1948 представљени као Bassina katherinae Marwick, 1948 † (алтернативно представљање)
  - Bassina (Callanaitis) lawsi C. A. Fleming, 1971 представљени као Bassina lawsi C. A. Fleming, 1971 † (алтернативно представљање)
  - Bassina (Callanaitis) parva Marwick, 1927 представљени као Bassina parva Marwick, 1927 † (алтернативно представљање)
  - Bassina (Callanaitis) southlandica C. A. Fleming, 1962 представљени као Bassina southlandica C. A. Fleming, 1962 † (алтернативно представљање)
  - Bassina (Callanaitis) speighti (Suter, 1913) представљени као Bassina speighti (Suter, 1913) † (алтернативно представљање)
  - Bassina (Callanaitis) yatei (Gray, 1835) представљени као Bassina yatei (Gray, 1835) (алтернативно представљање)

- Bassina calophylla (Philippi, 1836) прихваћен као Placamen lamellatum (Röding, 1798)
- Bassina foliacea (Philippi, 1846) прихваћен као Placamen foliaceum (Philippi, 1846)
- Bassina hayasakai Kotaka, 1977 прихваћен као Placamen lamellatum (Röding, 1798)
- Bassina hiraseana (Kuroda, 1930) прихваћен као Circomphalus hiraseanus (Kuroda, 1930)
- Bassina javana Kotaka, 1977 прихваћен као Placamen lamellatum (Röding, 1798)
- Bassina multilamellata Kotaka, 1977 прихваћен као Placamen isabellina (Philippi, 1849)